# McKinsey & Company
McKinsey & Company (informell McKinsey oder abgekürzt McK) ist eine in über 68 Staaten vertretene Unternehmens- und Strategieberatung, die 2023 über 45.000 Angestellte beschäftigte.

## Konzernprofil
In Deutschland und Österreich hat McKinsey Büros in Berlin, Düsseldorf, Frankfurt am Main, Hamburg, Köln, München, Aachen, Nürnberg, Stuttgart und Wien.
Der Umsatz betrug 2023 mehr als 16 Mrd. USD. Der Umsatz in Deutschland lag laut einer Auswertung der Wissenschaftlichen Gesellschaft für Management und Beratung (WGMB) im Jahr 2021 bei mehr als 1 Mrd. EUR.
Leiter des deutschen Büros ist seit 2021 Fabian Billing. Global Managing Partner ist seit 2021 Bob Sternfels.
Das Unternehmen gibt seit 1964 auch eine eigene englischsprachige Fachzeitschrift für Unternehmensführung heraus, das McKinsey Quarterly.

## Das Unternehmen

### Geschichte
Die Beratungsgesellschaft wurde von James Oscar McKinsey 1926 in Chicago gegründet.
Anders als beim damals dominierenden Taylorismus konzentrierte sich McKinsey bei der Beratung nicht auf die Optimierung von Arbeitsabläufen in der industriellen Produktion, wie sie das Scientific Management vorsieht, sondern auf die mittlere und höhere Führungsebene der zu dieser Zeit an Umfang gewinnenden Bürokratie. Dabei verankerte er laut Rakesh Khurana mit ingenieurwissenschaftlich geprägter Rhetorik managerhafte Autorität im Bereich der „neutralen Experten“, womit er zugleich in den gewalttätigen Arbeitskämpfen dieser Zeit die Dominanz des Managements stärkte.
Das deutsche Büro wurde 1964 in Düsseldorf gegründet. Anfangs leitete es der Amerikaner John G. McDonald. Mit Herbert Henzler in der Rolle des „Office Managers“ wuchs McKinsey in Deutschland ab 1985 stark.

### Struktur
Marvin Bower etablierte das Unternehmen nach James McKinseys Tod in seiner heutigen Form und in seinen Kernprinzipien. Das Unternehmen ist vollständig im Besitz der mehr als 3000 aktiven Partner (Stand: August 2022). Die Senior Partner wählen alle drei Jahre aus ihrer Mitte einen Managing Director (MD), der die Firma international vertritt. Es sind maximal drei Amtsperioden für einen MD möglich.
McKinsey gliedert sich global (wie viele Beratungsunternehmen) in verschiedene Industrieabteilungen, funktionale Abteilungen sowie spezielle Initiativen. Als globale Firma hat McKinsey keinen traditionellen Hauptsitz und der globale Managing Partner wählt sein Home Office. Die nationalen Büros sind gleichberechtigt und werden von einem lokalen Managing Partner geleitet. Zusammen mit den anderen Partnern in seinem Büro legt er die allgemeine Strategie und Schwerpunkte in seiner Region fest. McKinsey ist registriert als eine Gesellschaft des US-amerikanischen Rechts.

### Klienten
McKinsey berät nach eigenen Angaben mehr als 3.000 Klienten weltweit, darunter 80 der 100 größten Unternehmen der Welt, 70 % der Fortune-100-Unternehmen und die Mehrzahl der im DAX vertretenen deutschen Unternehmen. Zu den Klienten gehören aber auch Organisationen aus dem öffentlichen und sozialen Sektor.

### Mitarbeiter
Die Berater von McKinsey rekrutieren sich aus Hochschulabgängern aller Fachrichtungen, insbesondere der Wirtschafts-, Ingenieurs- und Naturwissenschaften, sowie erfahrenen Fachleuten auf allen Ebenen. 2022 wurden Absolventen aus rund 1.700 Institutionen weltweit eingestellt, 49 % davon Frauen. Insgesamt lag die Frauenquote 2022 bei 48 %.
McKinsey weist eine jährliche Mitarbeiter-Fluktuation von 13 bis 17 Prozent auf, im Durchschnitt bleibt ein Mitarbeiter drei bis vier Jahre, da McKinsey das Modell Up or out anwendet, nach dem ein Mitarbeiter das Unternehmen verlassen muss, wenn er nicht in festgelegten Zeiträumen die jeweils nächste Hierarchiestufe erreicht.
Rund fünf Prozent ihrer Arbeitszeit können McKinsey-Berater Pro-Bono-Aktivitäten widmen. Beispiele hierfür sind die Online-Umfrage Perspektive Deutschland, eine Start-up-Initiative und der Businessplanwettbewerb für soziale Initiativen startsocial.
Ein besonderes Merkmal von McKinsey ist die Selektion von Bewerbern mittels Tests und Fallstudien (Brainteasers und Cases). McKinsey rekrutiert Bewerber zu einem großen Teil von Elite-Universitäten wie etwa Harvard, Stanford, Oxford oder Cambridge. In der DACH-Region fokussiert sich McKinsey's Rekrutierung stark auf die Universität Mannheim, die WHU, die TUM und die LMU in Deutschland sowie die HSG und die ETH in der Schweiz.

### Alumni-Netzwerk
Laut Manager Magazin unterhält McKinsey ein weltweites Netzwerk von ehemaligen Mitarbeitern des Unternehmens. Teil des Alumni-Netzwerks seien auch zahlreiche Minister und Konzernchefs:

### Initiativen (Deutsches Büro)
- CEO of the future (Partnerschaft mit manager magazin, Spiegel Online und n-tv), 2000–2015
- e-fellows.net[19] (Gesellschafter mit der Verlagsgruppe Georg von Holtzbrinck), seit 2002
- MittelstandPlus (Partnerschaft mit Deutschen Industrie- und Handelskammertag (DIHK), der KfW-Bankengruppe und der WirtschaftsWoche), 2002–2013
- Perspektive-Deutschland (Online-Umfrage mit den Partnern Stern, ZDF und Web.de), 2001–2006
- startsocial (Partnerschaft mit ProSieben), seit 2001
- Studentenspiegel (Partner mit Der Spiegel), erschien 2004, 2006 und 2010

## McKinsey Capability Center
Das McKinsey Capability Center war eine Einrichtung, in der Arbeitnehmer Verbesserungen in Unternehmensprozessen erlernen sollen. Die Schulungen wurden bspw. in einer nachgestellten Bankfiliale oder einem Callcenter abgehalten.
Es wurde 2011 von McKinsey & Company eröffnet und wurde von Claus Benkert geleitet. Inzwischen wurden weitere Dependancen eröffnet.
Die Einrichtung befand sich in Hallbergmoos, Landkreis Freising bei München (Koordinaten) und ist Preisträger der Standortinitiave Deutschland – Land der Ideen.

## Kritik
McKinsey wird oft als Prototyp der am Shareholder Value orientierten Unternehmensberatungen gesehen. Um den Marktwert eines Unternehmens zu erhöhen, würden oft umfangreiche Umstrukturierungen durchgeführt, wobei Entlassungen die Regel seien. Dieser Kritikpunkt fußt vor allem auf der Anwendung des Konzepts der Gemeinkostenwertanalyse in den 1990er Jahren.
Ein weiterer Kritikpunkt ist, die Unternehmensberatung würde sich nicht in die Situation der zu beratenden Institution hineindenken, sondern ihre stereotypen Beratungsmuster anwenden. Beispielsweise warf der Betriebsrat der Berliner Klinikgesellschaft Vivantes McKinsey 2006 vor, abstruse Vorschläge gemacht zu haben. So seien die Abschaffung des Pförtners, die Ausdünnung der Rettungsstelle und die Reduzierung der Reinigung vorgeschlagen worden.
In einer drastischen Form kritisierte der Dramatiker Rolf Hochhuth 2004 McKinsey. Er schrieb das Theaterstück „McKinsey kommt“, in dem er der Wirtschaft den Spiegel vorzuhalten versucht und ihr unmenschlichen Umgang mit den Arbeitnehmern vorwirft. Eine Figur des Stücks etwa spielt mit dem Gedanken, einen Konzernchef nach dem Vorbild von Wilhelm Tell, aber auch der RAF, zu töten.
Während der Affäre um den Tod von Jamal Khashoggi fand im Oktober 2018 ein Bericht der New York Times international Beachtung, laut dem McKinsey & Company mit sozialer Netzwerkanalyse das Regime in Saudi-Arabien bei der Identifikation und Verfolgung von Oppositionellen unterstützt hatte. Diese Form der Unternehmensberatung habe unter anderem zur Verhaftung des Schriftstellers und Journalisten Khaled al-Alkami geführt.
Zwischen 2015 und 2018 beauftragten Bundesministerien McKinsey mit zum Teil nicht öffentlich ausgeschriebenen Beratungsleistungen in Höhe von 55 Millionen Euro, um Abschiebungsverfahren zu vereinfachen. Die Ergebnisse der Vergabe wurden als subjektiv und unwirtschaftlich bewertet. Zudem würden Einzelfallentscheidungen nicht ausreichend berücksichtigt, mahnten Kritiker. Sie suggerierten einen Kompetenzabfluss bei den verantwortlichen Ministerien. Ähnliche Vorwürfe gegen McKinsey und die Migrationspolitik der EU-Behörden wurden 2020 laut.
Im Hinblick auf die Opioid-Epidemie in den Vereinigten Staaten von Amerika wurde McKinsey vorgeworfen, dem Pharmaunternehmen Purdue Pharma dabei geholfen zu haben, Ärzte zu mehr Verschreibungen des Medikaments Oxycontin zu bringen. Oxycontin ist ein Analgetikum auf Basis des Opioids Oxycodon und wird unter anderem mit dem starken Anstieg von Drogentoten in den Vereinigten Staaten ab den 2000er Jahren in Verbindung gebracht. Die Beratungsleistungen von McKinsey sollen sich auch darauf bezogen haben, Wege zur Kommunikationsführung mit den Angehörigen von Drogentoten zu finden. Im Jahr 2019 beendete McKinsey nach eigenen Angaben die offizielle Zusammenarbeit mit Purdue. 2021 zahlte das Unternehmen 570 Millionen Dollar Wiedergutmachungszahlungen, um sich so gegen weitere Klagen in derselben Angelegenheit zu schützen. Als Ausdruck dieser Krise wurde der globale McKinsey-Chef Kevin Sneader schon nach nur einer Amtszeit nicht wiedergewählt. 2023 wurde ein weiterer Vergleich ausgehandelt, so das McKinsey 207 Millionen Dollar an Kreise und Kommunen und 23 Millionen Dollar an Schulbezirke zahlen soll.
2024 forderten republikanische US-Politiker wie Josh Hawley und Marco Rubio, McKinsey solle von öffentlichen Aufträgen der USA ausgeschlossen werden. Grund sei die Mitarbeit und Bereitstellung von Infrastruktur McKinseys an der durch die Columbia- und Tsinghua-Universität gegründeten Urban China Initiative und die Mitarbeit McKinseys an der Made in China 2025-Strategie. Ein im Zuge dessen durch eine Seniorpartnerin McKinseys an den damaligen Ministerpräsidenten Li Keqiang übergebenes Dossier habe auch militärische Empfehlungen zum Technologietransfer enthalten.